# Mouloudia Club d'Alger (cyclisme)
Le Mouloudia Club d'Alger (section Cyclisme)est une équipe cycliste algérienne. Elle a le statut d'équipe continentale entre 2011 et 2020, avec quelques interruptions. Elle participe à ce titre aux courses des circuits continentaux de cyclisme et en particulier l'UCI Africa Tour.

## Principales victoires

### Courses d'un jour
- Challenge du Prince-Trophée Princier : 2011 (Azzedine Lagab)
- Circuit d'Alger : 2011 et 2014 (Azzedine Lagab)
- Challenges Phosphatiers-Grand Prix de Ben Guérir : 2012 (Azzedine Lagab)
- Circuit d'Asmara : 2013 (Abdellah Ben Youcef)
- Circuit international de Constantine : 2015 (Azzedine Lagab)
- Critérium international de Blida : 2015 (Abdelbasset Hannachi)

### Courses par étapes
- Tour d'Algérie : 2011 et 2018 (Azzedine Lagab)
- Tour international d'Oranie : 2015 (Azzedine Lagab)
- Tour international d'Annaba : 2015 (Abdelbasset Hannachi)

### Championnats nationaux
- Championnats d'Algérie sur route : 6
  - Course en ligne : 2012 (Azzedine Lagab) et 2014 (Abdelbasset Hannachi)
  - Contre-la-montre : 2012, 2014, 2018 (Azzedine Lagab) et 2015 (Abdelkader Belmokhtar)

## Classements UCI
L'équipe participe aux différents circuits continentaux depuis 2011. Le tableau ci-dessous présente les classements de l'équipe sur ces circuits, ainsi que son meilleur coureur au classement individuel.
Elle a notamment remporté le classement par équipes de l'UCI Africa Tour 2011.
UCI Africa Tour
| Saison | Classement par équipes | Meilleur coureur au classement individuel |
| ------ | ---------------------- | ----------------------------------------- |
| 2011   | 1re                    | Azzedine Lagab (3e)                       |
| 2012   | 2e                     | Azzedine Lagab (4e)                       |
| 2013   | 5e                     | Azzedine Lagab (15e)                      |
| 2014   | 2e                     | Azzedine Lagab (3e)                       |
| 2015   | 2e                     | Azzedine Lagab (10e)                      |
| 2018   | 3e                     | Azzedine Lagab (3e)                       |
| 2020   | 2e                     | Yacine Hamza (28e)                        |

UCI America Tour
| Saison | Classement par équipes | Meilleur coureur au classement individuel |
| ------ | ---------------------- | ----------------------------------------- |
| 2011   | 37e                    | Youcef Reguigui (326e)                    |

UCI Asia Tour
| Saison | Classement par équipes | Meilleur coureur au classement individuel |
| ------ | ---------------------- | ----------------------------------------- |
| 2014   | 38e                    | Azzedine Lagab (60e)                      |

UCI Europe Tour
| Saison | Classement par équipes | Meilleur coureur au classement individuel |
| ------ | ---------------------- | ----------------------------------------- |
| 2011   | 106e                   | Youcef Reguigui (606e)                    |
| 2012   | 90e                    | Youcef Reguigui (208e)                    |

L'équipe est également classée au Classement mondial UCI qui prend en compte toutes les épreuves UCI et concerne toutes les équipes UCI.
| Saison | Classement par équipes | Meilleur coureur au classement individuel |
| ------ | ---------------------- | ----------------------------------------- |
| 2018   | -                      | Azzedine Lagab (236e)                     |
| 2020   | 119e                   | Yacine Hamza (810e)                       |

## Groupement sportif des pétroliers Algérie en 2020[8]
| Cycliste             | Date de naissance | Nationalité | Équipe 2019                                      |  |
| -------------------- | ----------------- | ----------- | ------------------------------------------------ |  |
| Mohamed Nadjib Assal | 7 juin 1999       | Algérie     |                                                  |  |
| Saber Belmoukhtar    | 12 février 2000   | Algérie     |                                                  |  |
| Sadik Benganif       | 25 octobre 2001   | Algérie     |                                                  |  |
| Abdelraouf Bengayou  | 7 juillet 1998    | Algérie     |                                                  |  |
| Abdallah Benyoucef   | 10 avril 1987     | Algérie     | Groupement sportif des pétroliers Algérie (2018) |  |
| Oussama Chablaoui    | 5 octobre 1999    | Algérie     |                                                  |  |
| Abdelghani Fellah    | 11 décembre 1995  | Algérie     | Groupement sportif des pétroliers Algérie (2018) |  |
| Karim Hadjbouzit     | 10 février 1991   | Algérie     | Groupement sportif des pétroliers Algérie (2018) |  |
| Yacine Hamza         | 18 avril 1997     | Algérie     | VIB Sports                                       |  |
| Zine Eddine Karar    | 28 septembre 1998 | Algérie     |                                                  |  |
| Azzedine Lagab       | 18 septembre 1986 | Algérie     | VIB Sports                                       |  |
| Ismain Lallouchi     | 19 juillet 1989   | Algérie     | Groupement sportif des pétroliers Algérie (2018) |  |
| Ismail Medjahed      | 27 décembre 1997  | Algérie     | VIB Sports (Stagiaire, 2018)                     |  |
| Ayoub Sahiri         | 25 janvier 2001   | Algérie     |                                                  |  |